# Gaëtan Missi Mezu
Gaëtan Missi Mezu Kouakou (Villeneuve-d'Ascq, 4 maggio 1996) è un calciatore francese naturalizzato gabonese, attaccante del Tournai.

## Caratteristiche tecniche
È una seconda punta.

## Carriera

### Nazionale
Ha esordito con la nazionale gabonese il 28 maggio 2016 in occasione dell'amichevole persa 2-0 contro la Mauritania.

## Statistiche

### Cronologia presenze e reti in nazionale
| Cronologia completa delle presenze e delle reti in nazionale ― Gabon | Cronologia completa delle presenze e delle reti in nazionale ― Gabon | Cronologia completa delle presenze e delle reti in nazionale ― Gabon | Cronologia completa delle presenze e delle reti in nazionale ― Gabon | Cronologia completa delle presenze e delle reti in nazionale ― Gabon | Cronologia completa delle presenze e delle reti in nazionale ― Gabon | Cronologia completa delle presenze e delle reti in nazionale ― Gabon | Cronologia completa delle presenze e delle reti in nazionale ― Gabon |
| Data                                                                 | Città                                                                | In casa                                                              | Risultato                                                            | Ospiti                                                               | Competizione                                                         | Reti                                                                 | Note                                                                 |
| -------------------------------------------------------------------- | -------------------------------------------------------------------- | -------------------------------------------------------------------- | -------------------------------------------------------------------- | -------------------------------------------------------------------- | -------------------------------------------------------------------- | -------------------------------------------------------------------- | -------------------------------------------------------------------- |
| 28-5-2016                                                            | Sant Adrià de Besòs                                                  | Mauritania                                                           | 2 – 0                                                                | Gabon                                                                | Amichevole                                                           | -                                                                    | 55’                                                                  |
| 24-3-2017                                                            | Le Havre                                                             | Guinea                                                               | 2 – 2                                                                | Gabon                                                                | Amichevole                                                           | -                                                                    |                                                                      |
| 25-3-2018                                                            | Bangkok                                                              | Gabon                                                                | 1 – 0                                                                | Emirati Arabi Uniti                                                  | Amichevole                                                           | -                                                                    | 90’                                                                  |
| 8-9-2018                                                             | Libreville                                                           | Gabon                                                                | 1 – 1                                                                | Burundi                                                              | Qual. Coppa d'Africa 2019                                            | -                                                                    | 61’                                                                  |
| 11-9-2018                                                            | Libreville                                                           | Gabon                                                                | 0 – 1                                                                | Zambia                                                               | Amichevole                                                           | -                                                                    | 61’                                                                  |
| 12-10-2018                                                           | Libreville                                                           | Gabon                                                                | 3 – 0                                                                | Sudan del Sud                                                        | Qual. Coppa d'Africa 2019                                            | -                                                                    | 74’                                                                  |
| 17-11-2018                                                           | Libreville                                                           | Gabon                                                                | 0 – 1                                                                | Mali                                                                 | Qual. Coppa d'Africa 2019                                            | -                                                                    | 25’ 63’                                                              |
| 23-3-2019                                                            | Bujumbura                                                            | Burundi                                                              | 1 – 1                                                                | Gabon                                                                | Qual. Coppa d'Africa 2019                                            | -                                                                    | 82’                                                                  |
| 29-3-2021                                                            | Luanda                                                               | Angola                                                               | 2 – 0                                                                | Gabon                                                                | Qual. Coppa d'Africa 2021                                            | -                                                                    | 59’                                                                  |
| Totale                                                               |                                                                      | Presenze                                                             | 9                                                                    |                                                                      | Reti                                                                 | 0                                                                    |                                                                      |